# Léon Hardy
Léon Hardy (Thuillies, 27 mei 1901 - Wezembeek-Oppem, 29 mei 1979) was een Belgisch burgemeester en senator.

## Biografie
Léon Hardy, die landbouwer was, werd in 1946 gemeenteraadslid en burgemeester van Ragnies.
In 1945 werd hij gecoöpteerd PSC-senator, een mandaat dat hij slechts tot aan de verkiezingen van 1946 vervulde.
Hij trouwde in 1925 in Saint-Amand met Claire Dumont de Chassart (1904-1976), dochter van Gabriel Dumont de Chassart, afgevaardigd bestuurder van Établissements Dumont de Chassart. Ze kregen twee zoons en twee dochters, met afstammelingen tot heden.